# 硬鰭擬軟口魚
硬鰭擬軟口魚（學名：Pseudochondrostoma duriense），為輻鰭魚綱鯉形目雅羅魚科的其中一個種，被IUCN列為易危保育類動物，分布歐洲葡萄牙及西班牙淡水流域，本魚體呈紡錘型，側扁，下顎邊緣略呈拱形，18-24個鰓耙； 5-5顆咽齒，尾柄深度為其長度的1.9-2.1倍，本種在葡萄牙和加利西亞的個體上半身有許多小黑點，體長可達40公分，棲息在河川中央中層水域，成群活動，屬雜食性，以植物、小型無脊椎動物和有機碎屑為食，繁殖期在4至6月，會進行洄游遷徙。

## 扩展阅读
維基物種上的相關：硬鰭擬軟口魚